# 泉水清志
泉水 清志（せんすい きよし）は、日本の心理学者、学校法人理事。

## 来歴
1993年、駒澤大学文学部社会学科卒業。青山学院大学大学院文学研究科修士課程修了。修士（文学）。
2012年度より育英短期大学准教授。2021年6月1日学校法人群馬育英学園理事に就任。
2023年度より育英短期大学教授。育英短期大学現代コミュニケーション学科学科長、学長補佐。

### 主張
eスポーツに対してはeスポーツを知らない人意外では、協調性を獲得してコミュニケーション能力を向上させることができるとする肯定派と、引きこもりとなり人間関係を形成できなかったり運動不足となり健康面での問題を生じるとする否定派のどちらかになるとする。人間というのは自分と違う意見を持つ他者に対しては自分の意見を繰り返したり、自分の意見に賛成する情報は集めるが反対する情報は集めないなどということになるため、eスポーツの肯定派は否定派の意見を変えるということは難しいとしている。この場合には両者が協力しなければ上位の目標を達成できないような相互に依存する関係を形成して、一方だけでは達成が難しい目標を両者が協力して取り組むようにするということが有効であるとする。ゲーム依存となり人間関係を形成できないことから否定する人に対してはゲーム内で他者と関わることで対人スキルを向上させ、運動不足となることから否定する人にはゲームで身体の特定の部位を動かすことで健康問題の改善につなげられるようにする。このように両者が同じ目標に向けて取り組めるようにすることでeスポーツがさらに社会で受け入れられるようになるとする。
2023年10月1日から景品表示法でステルスマーケティングが規制され、行った業者は行政処分や刑事罰の対象となるのであるが、このことによりステルスマーケティングを見破ることが容易になるわけではない。今回に規制されるのは、実際は業者による広告であるのに、消費者は広告であると判断することが難しいもの。業者が商品を無料で提供することにより高評価を発信していただけるようにするのも規制の対象となる。口コミとなっているものでも、これが業者が関与していれば規制の対象となる。ソーシャル・ネットワーキング・サービスは同じ興味を持つ人が親密に結びついていて、そこで紹介されたならば信用されやすく、別の集団にまでも情報が広がっている。若者は検索エンジンを使わなくなりソーシャル・ネットワーキング・サービスで情報収集が完結するようになっているため、口コミの影響力が増している。ステルスマーケティングが規制されて減っても撲滅には至らないだろうとしており、情報を選ぶのは自分自身であり、色々なサイトで情報を集めるようにするべきであるとしている。